# Opere e progetti di architettura di Le Corbusier
Di seguito si fornisce una rassegna dei principali e più noti progetti di Le Corbusier ordinati cronologicamente, organizzati secondo le grandi fasi della produzione dell'architetto.

## L'inizio della ricerca 1910-1919

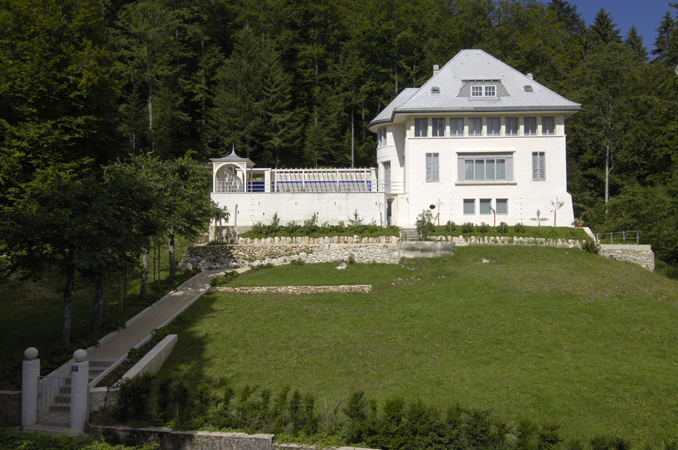
Maison Blanche

- 1905-1906: Villa Fallet, prima opera di Le Corbusier, a La Chaux-de-Fonds, progettata all'età di diciassette anni.
- 1912 Villa Jeanneret-Perret, detta Maison Blanche a La Chaux-de-Fonds, Svizzera, oggi sede della omonima associazione[1]
- 1912 Sistema costruttivo e progetto delle case Dom-Ino, senza luogo definito (non realizzato).
- 1916 Villa Schwob a La Chaux-de-Fonds, Svizzera.
- 1916 Villa al mare per Paul Poiret, senza luogo definito (non realizzato). Secondo Le Corbusier: primo contatto con una clientela selezionata.
- 1917 Centrale idroelettrica sulla Vienne, Isle-Jourdain (non realizzato).
- 1917 Centrale termica ed abitazioni, Saintes (non realizzato).
- 1919 Case a Troyes (non realizzato).

## Gli anni delPurismo1920-1929

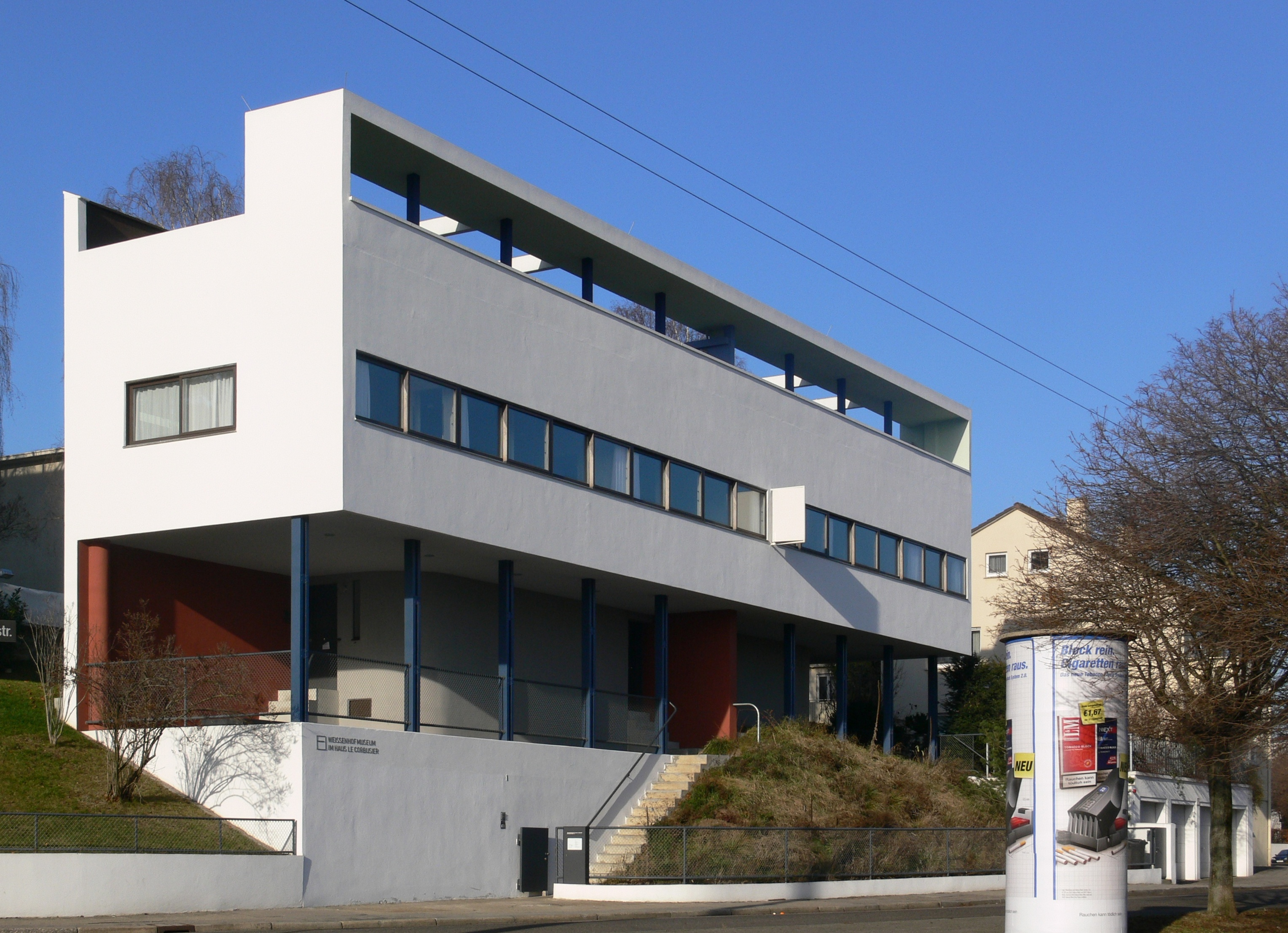
Casa bifamiliare al Weissenhof, presso Stoccarda

- 1920 Case Citrohan progetto senza luogo definito (non realizzato).
- 1920 Abitazioni Le Pont Vert (non realizzato)
- 1920 Progetto per Ambasciata di Francia a Brasilia (non realizzato)
- 1920 Alloggi per una acciaieria (non realizzato)
- 1922 Casa-atelier per il pittore Amédée Ozenfant in avenue de Reille 53 a Parigi, Francia (rimaneggiato).
- 1922 Villa Besnus a Vaucresson, Francia.
- 1922 Città contemporanea per tre milioni di abitanti, senza luogo definito (non realizzato).
- 1922 Case operaie, progetto senza luogo definito (non realizzato).
- 1922 Case studio per artisti, progetto senza luogo definito (non realizzato).
- 1923 Casa per i genitori, detta Petite Maison o, anche, villa Le Lac a Corseaux, sul Lago di Ginevra, Svizzera.[2][3][4]
- 1923 Maison La Roche-Jeanneret in square du Docteur Blanche 8/10 a Parigi, Francia.
- 1924 Quartiere Frugès a Pessac, Francia.[5]
- 1924 Casa per weekend (non realizzato).
- 1924 Casa prototipo Tonkin (non realizzato).
- 1925 Plan Voisin a Parigi, Francia - presentato alla Esposizione internazionale di arti decorative e industriali moderne (non realizzato).[6][7][8][9]
- 1925 Padiglione dell'Esprit Nouveau per l’Esposizione internazionale di arti decorative e industriali moderne a Parigi, Francia (distrutto; ricostruito a Bologna, Italia  nel 1977 da Giuliano Gresleri e José Oubreire).
- 1926-1927 Casa Citrohan e Casa bifamiliare al quartiere d'esposizione Weissenhof a Stoccarda, Germania.[10][11][12]
- 1926-1928 Villa Stein – de Monzie in rue du Professor Victor-Pauchet a Garches (Vaucresson), Francia.
- 1926 Villa Cook a Boulogne-sur-Seine, Francia.
- 1926 Maison Guiette ad Anversa, Belgio.
- 1926 Case studio per Jacques Lipchitz e Oscar Miestchaninoff a Boulogne-Billancourt.
- 1927-1928 Concorso per il Palazzo delle Nazioni a Ginevra, Svizzera, progetto di primo e secondo grado (non realizzato).
- 1927-1929 Villa Church, a Ville-d'Avray, Francia, (distrutto nel 1963).
- 1928-1936 Centrosojuz, ex sede delle cooperative sovietiche a Mosca, Russia.
- 1928 Villa Baizeau a Cartagine, Tunisia.
- 1928 Villa Savoye a Poissy, Francia.
- 1929 Cité de Refuge (città rifugio), dormitori realizzati per l’Esercito della Salvezza a Parigi, Francia.
- 1929 Appartamento attico Beistégui a Parigi, Francia, (distrutto).
- 1929 Mundaneum, Museo Mondiale a Ginevra, Svizzera (non realizzato).
- 1929 Maison Loucheur, Casa di 46 m² per contadini, capienza 6 persone (non realizzato).
- 1929 Casa Canneel, Bruxelles (non realizzato).

## DallaVille Radieusealla fine della guerra 1930-1945
- 1930 Progetto urbanistico della Ville Radieuse, senza luogo definito (non realizzato).
- 1930 Casa Errazuris, Cile (non realizzato).
- 1930 Progetti di urbanizzazione A, B, C, H di Algeri, Algeria (non realizzato).[13]
- 1930 Palazzo dei Soviet a Mosca, Russia (non realizzato).
- 1930 Padiglione svizzero nella città universitaria di Parigi, Francia.
- 1930 Immeuble Clarté a Ginevra, Svizzera.
- 1930 Piano urbanistico di Saint-Dié, Francia (non realizzato).
- 1931 Immeuble Molitor, in rue Nungesser et Coli 24 a Parigi, Francia. All'attico di questo edificio Le Corbusier costruì la sua abitazione e atelier di pittura, in cui visse fino alla morte.
- 1934 Fattoria radiosa e villaggio cooperativo (non realizzato), con Norbert Bézard [14].
- 1935 Grattacielo cartesiano, senza luogo definito (non realizzato).
- 1935 Petite Maison de Weekend
- 1936 Automobile (non realizzato).
- 1939 Museo a crescita illimitata, senza luogo definito (non realizzato).
- 1940 Case in pietra, senza luogo definito (non realizzato).
- 1940 Casa tipo per un ingegnere (non realizzato).
- 1940 Case Murondins (non realizzato).
- 1942 Casa Peyrissac, Algeria (non realizzato).

## L’estetica delbéton brut1948-1959
- 1945-1952 Unità di Abitazione di Marsiglia (Unité d'Habitation), Francia.
- 1945 Ministero dell'Educazione Nazionale, realizzato in collaborazione con Lúcio Costa e Oscar Niemeyer a Rio de Janeiro, Brasile.
- 1946 Fabbrica Claude et Duval a Saint Dié, Francia.[15]
- 1946 Villa Curutchet a La Plata, Buenos Aires, Argentina.
- 1949 Progetto di urbanizzazione detto Roq et Rob a Roquebrune-Cap-Martin, Francia (non realizzato).
- 1950-1955 Cappella di Notre Dame du Haut a Ronchamp, Francia.
- 1950-1952 Piano regolatore di Chandigarh, India.
- 1950-1965 Progetto degli edifici dell'area del Campidoglio di Chandigarh, India. Tra i progetti realizzati da Le Corbusier si citano:
  - 1952-1956 Edificio della Alta corte di giustizia;
  - 1952-1964 Museo e galleria d'arte;
  - 1953-1964 Edificio del Club Nautico;
  - 1953-1958 Segretariato;
  - 1955-1961 Sede del Parlamento;
  - 1959-1964 Scuola d'arte;
  - 1963 Centro commerciale.
  - Sistemazione aree esterne del Campidoglio (la Torre d'Ombra, La Mano Aperta, il fossato della Considerazione, il Monumento ai Martiri), progetti ultimati postumi.
- 1951-1952 Il Cabanon, casa in legno di vacanza al mare (dimensioni 3,36 x 3,36 m) di Le Corbusier a Cap-Martin (vicino a Mentone), Francia.[16][17][18]
- 1951-1956 Case Jaoul a Neuilly-sur-Seine (sobborgo di Parigi), Francia.
- 1951 Iniziano una serie di straordinarie costruzioni ad Ahmedabad, India: Museo, Palazzo dell'Associazione dei Cotonieri, villa Shodan e villa Sarabhai.
- 1951 Unité d'habitation di Nantes-Rezé, Francia.[19]
- 1953 Unité d'habitation di Briey en Forêt, Francia.
- 1953 Convento di Santa Maria de La Tourette a Éveux (vicino a Lione), Francia.[20]
- 1957 Museo nazionale d'arte occidentale, Tokyo, Giappone.[21]
- 1957 Padiglione del Brasile nella città universitaria di Parigi, Francia.
- 1957 Villa Shodan Ash Ahmedabad

## Gli ultimi anni 1958-1965
- 1958 Pavillon Philips all'Esposizione Internazionale di Bruxelles, Belgio (distrutto).
- 1961 Centro di Arti Visive Carpenter (Carpenter Visual Arts Center), Università di Harvard, Cambridge (Massachusetts), USA[22]
- 1961 Centro dei Congressi e Hotel nell'area della Gare d'Orsay a Parigi, Francia (non realizzato).
- 1962 Progetto per una chiesa a Bologna, Italia (non realizzato).
- 1963 Padiglione Heidi Weber, detto Maison de l'homme, che accoglie il Centre Le Corbusier a Zurigo, Svizzera.[23][24][25][26]
- 1963 Progetto per il Centro di calcolo elettronico Olivetti a Rho, Milano, Italia (non realizzato).
- 1965 Progetto per l'ospedale di Venezia, Italia (non realizzato).[27] [28]
- Firminy-Vert Francia.[29]
  - 1965 Centro sociale Firminy-Vert
  - 1966 Unité d'Habitation Firminy-Vert
  - 1966 Centro sportivo Firminy-Vert
  - 1969-2006 Chiesa Saint-Pierre de Firminy[30]

## L'opera architettonica Patrimonio dell'umanità
Durante la 40ª sessione del Comitato del Patrimonio dell'umanità, tenutasi ad Istanbul dal 10 al 17 luglio 2016, 17 opere architettoniche di Le Corbusier sono state incluse nella Lista dei patrimoni dell'umanità. Dieci di questi siti sono situati in Francia, due in Svizzera, mentre uno rispettivamente in Belgio, Germania, Argentina, India e Giappone.